# Love Songs 4 the Streets 2
Love Songs 4 the Streets 2 è il quarto album in studio del rapper statunitense Lil Durk, pubblicato nel 2019.

## Tracce
1. RN4L – 3:17
2. Like That (featuring King Von) – 2:46
3. Green Light – 2:24
4. Die Slow (featuring 21 Savage) – 3:20
5. Locked Up – 2:55
6. Rebellious – 3:02
7. U Said (featuring A Boogie wit da Hoodie) – 2:48
8. Prada You – 2:38
9. Extravagant (featuring Nicki Minaj) – 4:45
10. Bora Bora – 2:42
11. Weirdo Hoes – 3:21
12. TherlBread – 2:48
13. Bougie (featuring Meek Mill) – 3:01
14. Wooh (featuring Key Glock) – 2:16
15. David Ruffin – 2:40
16. Love Songs 4 the Streets – 3:08